# Mennonite Brethren Church
Mennonite Brethren Church (MB) är världens största mennonitkyrka.

## Historia
I det rysk-turkiska kriget (1768–1774) erövrade Katarina den Stora stora landområden norr om Svarta havet. Hon inbjöd mennoniter från Preussen att komma dit och odla upp den karga ryska stäppen mot löften om religionsfrihet och frihet från militärtjänst.
Flera grupper mennonitiska jordbrukare tackade ja till erbjudandet och slog sig ner i området. En sådan grupp grundade 1835 byn Gnadenfeld och kallade tio år senare tysken Edward Wüst att fungera som församlingens pastor. Genom Wüsts predikoverksamhet uppstod en väckelse i både Gnadenfeld och omgivande orter. De bröder som berördes av väckelsen poängterade vikten av ett heligt liv och kyrkotukt. Då man såg uppenbara brister i detta avseende i sin församling så samlades en grupp bröder i december 1859 för en enskild nattvardsgång. Sex av dessa bröder ställdes till svars inför kyrkoledningen. Men då de vägrade att göra avbön utan tvärtom försvarade sitt agerande med hänvisning till Bibeln så uteslöts de ur församlingen i Gnadenfeld.
Den 6 januari 1860 samlades dessa uteslutna och deras sympatisörer i den närbelägna byn Elisabeththal. 18 bröder skrev under ett brev till församlingens äldste i vilket man förklarade sig som en självständig församling.
Den 30 maj samma år samlades man och organiserade sig som Mennoniten Brüdergemeinde, med Heinrich Hübert som äldste och Jacob Becker som pastor.
Den ursprungliga mennonitkyrkan tog dock avstånd från denna nya gemenskap, som man upplevde som en konkurrent, och förbjöd den att verka i området. Trots förföljelser spred sig mennonitbröderna snabbt och nya församlingar bildades.
Den 14-16 maj 1872 samlades ombud från dessa församlingar (som då hade 600 medlemmar) till sin första, årliga Bundeskonferenz. Året därpå antogs en trosbekännelse, byggande på Menno Simons läror som bland annat avvisade all militärtjänst och edgång och förespråkade ett enkelt liv.
För att bli medlem av en församling krävdes personlig tro på Jesus Kristus, följt av troendedop genom nedsänkning.
1874–1880 emigrerade en del av kyrkans medlemmar (inklusive många ledande bröder) till USA, då man fruktade att förlora sin rätt att vägra militärtjänst.
Detta till trots fortsatte rörelsen att växa och vid 25-årsjubileet 1885 hade brödraförsamlingarna i Ryssland 1 800 medlemmar, sju församlingar och fyra äldste.
I de byar där kyrkan var verksam skedde en snabb ekonomisk tillväxt och skolväsendet och annan social verksamhet byggdes ut. Man bedrev även en ivrig evangelisation. Mennonitbröderna sände 1890 ut sin första missionär, Abraham Friesen till telugufolket i Hyderabad, Indien. Flera missionärer följde i hans spår och tre missionsstationer byggdes i området. När det första världskriget bröt ut 1914 var man tvungen att avbryta detta framgångsrika missionsarbete och lämna över det till American Baptist Foreign Mission Society. Kyrkan i Hyderabad hade då över 3000 döpta medlemmar.
Vid 50-årsjubileet 1910 hade Mennonitbröderna över 6 000 medlemmar.
Församlingarna hade spridit sig från det ursprungliga Svarta havsområdet till Turkestan, Sibirien, Krimhalvön och Polen. 
Men efter den ryska revolutionen 1917 inledde kommunistregimen massiva förföljelser mot kyrkan och 1930 var den närmast helt utplånad i Sovjetunionen och dess kommunistiska satellitstater. Många mennonitbröder emigrerade till Kanada, andra slog ner i Sydamerika.

## Mennonitbröderna i Nordamerika
På 1870-talet emigrerade omkring 200 brödrafamiljer till USA, där de slog sig ned i Kansas, Nebraska, Minnesota och South Dakota. 
Den första församlingen bildades 1875 i Gnadenau, Marion County, Kansas - en by som bildats året innan av Krimmermennoniterna. Men den sistnämnda rörelsens stränga levnadsregler och krav på omdop av alla som inte var döpta som de (framstupa) fick mennonitbröderna att bilda en egen församling, Ebenfeld Mennonite Brethren Church. 
Flera församlingar bildades snart i Kansas. Den i Marion anslöt sig 1895 till de tyska baptisterna. Även i övriga delstater, dit bröderna flyttade, bildades församlingar i rask takt. Kyrkor byggdes och tämligen omgående började man att hålla söndagsskola för barnen på söndagskvällarna.
Man hade inget anställt prästerskap. Män som visat sig värdiga förtroendet utsågs genom lottning till äldste och diakoner och avskiljdes genom handpåläggning.
Den 8-20 oktober 1879 samlades ombud från församlingarna i Henderson, Nebraska, och bildade General Conference of Mennonite Brethren Churches. 
Fram till 1909 avhölls dessa konferenser årligen, därefter vart tredje år. Här uppbyggde man varandra och avhandlade gemensamma angelägenheter. Bland enades man om att bedriva missionsarbete i Kanada, där den första församlingen bildades 1888, i Manitoba. Under 1890-talet bildades också en rad församlingar i Saskatchewan, North Dakota, Colorado, Texas, Oregon och Oklahoma. Vid sekelskiftet hade kyrkan drygt 2 000 medlemmar i Nordamerika.
I början av 1900-talet upplevde kyrkan en fyrdubbling av medlemsantalet. Efter den ryska revolutionen flydde många ryska mennonitbröder till Kanada där kyrkan därigenom tillfördes många nya medlemmar och starka ledare. De växande församlingarna i Kanada slöt sig samman i följande distriktskonferenser:
- Ontario
- Manitoba
- Saskatchewan
- Alberta
- British Columbia

I USA bildades vid samma tid tre distrikt:
- Centrala konferensen (Minnesota, North Dakota, South Dakota, Nebraska och Montana)
- Södra konferensen (Kansas, Oklahoma, Texas och Colorado)
- Stillahavskonferensen (Kalifornien, Oregon och Washington).

1948 hade kyrkan drygt 19 000 medlemmar, ungefär hälften av dem i USA och hälften i Kanada.
1954 hade antalet ökat till 24 000. Drygt hälften av dessa tillhörde de 81 församlingarna i Kanada.
1960 beslutade generalkonferensen att gå samman med Krimmermennoniternas brödrakonferens.